# صموئيل ريشفسكي
صموئيل «سامي» هيرمان ريشفسكي (بالبولندية: Samuel Reshevsky)‏ (ولد في 26 تشرين الثاني 1911- توفي في 4 نيسان 1992) ولد في مدينة أوزوركو القريبة من وودج في بولندا لاعب شطرنج حاصل على لقب الأستاذ الكبير في اللعبة وأحد أهم لاعبي الشطرنج الأمريكيين وأهم المنافسين على بطولة العالم من منتصف الثلاثينات وحتى منتصف الستينات. في عام 1948 حل ثالثاً في بطولة العالم. وعام 1952 حل ثاني في مسابقة الترشح. شارك 21 مرة في بطولة الولايات المتحدة للشطرنج وفاز في ثمانية منها، وكان ضمن المراتب الثلاثة الأولى في 15. لعب ضمن هذه البطولات 269 مباراة وفاز ب127.

## روابط خارجية
- صموئيل ريشفسكي على موقع الموسوعة البريطانية (الإنجليزية)
- صموئيل ريشفسكي على موقع مونزينجر (الألمانية)
- صموئيل ريشفسكي على موقع مباريات الشطرنج (الإنجليزية)
- صموئيل ريشفسكي على موقع 365Chess.com (الإنجليزية)
- صموئيل ريشفسكي على موقع Chesstempo.com (الإنجليزية)
- صموئيل ريشفسكي سجل أولمبياد الشطرنج على موقع OlimpBase.org (الإنجليزية)